# Берёзовка (Карачевский район)
Берёзовка — посёлок в Карачевском районе Брянской области России. Административный центр Мылинского сельского поселения.

## География
Посёлок находится в восточной части Брянской области, в зоне хвойно-широколиственных лесов, при автодороге Р120, на расстоянии примерно 9 км (по прямой) к западу-северо-западу (WNW) от города Карачев, административного центра района. Абсолютная высота — 193 м над уровнем моря.
Климат
Климат умеренно континентальный с теплым летом и умеренно морозной зимой. Годовое количество осадков — 500—600 мм. Средняя температура января составляет −8,6°, июля — +18,6°.
Часовой пояс
Посёлок Берёзовка, как и вся Брянская область, находится в часовой зоне МСК (московское время). Смещение применяемого времени относительно UTC составляет +3:00.

## Население
| 2010 | 2013 |
| ---- | ---- |
| 815  | ↘793 |

Половой состав
По данным Всероссийской переписи населения 2010 года, в гендерной структуре населения мужчины составляли 46,7 %, женщины — соответственно 53,3 %.
Национальный состав
Согласно результатам переписи 2002 года, в национальной структуре населения русские составляли 98 % из 802 чел.

## Улицы
| - ул. Комсомольская, - ул. Лесная, - ул. Луговая, - ул. Молодёжная, - ул. Новая, | - ул. Озёрная, - ул. Октябрьская, - ул. Первомайская, - ул. Садовая, - ул. Школьная. |